# Ratibovec
Ratibovec je potok v Karavankah. Izvira pod goro Stol (pod Valvasorjevo kočo) in teče pod južnim pobočjem antičnega zaselka Ajdna. Med naseljema Potoki in Moste se kot levi pritok izlije v Savo Dolinko.